# Маслоньске-Наталин
Маслоньске-Наталин (пол. Masłońskie Natalin) — остановочный пункт в селе Маслоньске в гмине Порай, в Силезском воеводстве Польши. Имеет 2 платформы и 2 пути.
Остановочный пункт на железнодорожной линии Варшава — Катовице.